# Macropus giganteus tasmaniensis
El Canguro gris oriental de Tasmania (Macropus giganteus tasmaniensis) es una subespecie de Macropus giganteus es una especie de marsupial diprotodonto de la familia Macropodidae que habita en Tasmania.

## Descripción
El canguro gris oriental de Tasmania se parece mucho a su pariente el canguro rojo, aunque es ligeramente más pequeño. El color varía de gris a marrón con partes inferiores blancas, las piernas y la parte inferior de la cola. El macho puede alcanzar los 100 kilogramos de peso y medir hasta 2 metros de altura. Puede correr muy rápido, se ha registrado una velocidad de 55 km/h.

## Hábitat
Hábitan en pastizales y bosques abiertos.

## Distribución
Solo Tasmania.

## Alimentación
Se alimentan de pasto y hierbas.